# Asterope omissa
Asterope omissa är en fjärilsart som beskrevs av Rothschild 1918. Asterope omissa ingår i släktet Asterope och familjen praktfjärilar. Inga underarter finns listade i Catalogue of Life.